# Lycée cantonal de Porrentruy
Le Lycée cantonal de Porrentruy, fondé en 1979, est un établissement scolaire post-obligatoire situé à Porrentruy, dans la République et canton du Jura, en Suisse.
Dispensant un enseignement général, il est la seule institution publique du canton du Jura permettant l'obtention d'un certificat de maturité gymnasiale. Au terme du cursus proposé par le lycée cantonal, les étudiants acquièrent un niveau de connaissances qui leur permet d'accéder au plus hautes écoles supérieures telles que les universités ou les écoles polytechniques.

## Histoire

### Le Collège de Jésuites (1591-1794)
Jacques-Christophe Blarer de Wartensee, le prince-évêque de Bâle, fonde en 1591 un collège de Jésuites à Porrentruy, qui sera ratifié par le pape Clément VIII deux ans plus tard. Le collège dispense un enseignement littéraire, philosophique et théologique qui s'appuie sur les Saintes Écriture et les œuvres de l'Antiquité. Les cours se donnent tout d'abord dans des bâtiments provisoires et ce n'est qu'en 1604 que les Jésuites prennent possession de leur collège et de leur église situés de le quartier sud de la vieille ville de Porrentruy.
Le collège est momentanément fermé pendant la guerre de Trente Ans pour faire office de caserne, mais sera rouvert dès 1639.
À la suite de la bulle du pape Clément XIV supprimant l'ordre Jésuite, Simon-Nicolas de Montjoie, héritier de tous les biens du Collège, crée un conseil d'administration, édite un règlement applicable aux enseignants et aux élèves et introduit la gratuité des études.

### L'École centrale (1794-1803)
À la suite de l'annexion de la région par la France de Napoléon en 1793, le collège est transformé en une École centrale. L'institution est nouvelle: elle tient lieu de lycée et d'académie. On y enseigne, sur un cycle de sept ans, les langues latine, française et allemande, l'histoire, la géographie, les mathématiques, la physique, la chimie, l'histoire naturelle, la logique, la législation, le dessin, la calligraphie et le chant. En 1799, le premier jardin botanique est créé par l'abbé Antoine Lémane.
Le 16 avril 1803, l'école centrale est supprimée et est remplacée par une école secondaire.

### L'École de la Restauration (1815-1858)
En 1815, par décision du Congrès de Vienne, l'ancien Évêché de Bâle devient bernois. L'Acte de réunion garantit expressément l'existence du Collège de Porrentruy (article 6). Une dizaine de professeurs apprennent à une centaine d'élèves la théologie, la grammaire, les humanités, la logique et la rhétorique. L'éducation scientifique est mise de côté. L'institution paraît être le lieu de formation de ceux qui se destinent à l'état ecclésiastique. En 1832 une nouvelle administration adapte toutefois l'institution aux exigences de l'industrialisation naissante. Des branches scientifiques sont introduites. Pendant la même année, le naturaliste jurassien Jules Thurmann réaménage le jardin botanique. En 1836 par décret, le Collège de Porrentruy devient une institution laïque et le Séminaire ferme ses portes.

### L'École cantonale (1856-1978)
Le 1er octobre 1856, la loi sur les écoles cantonales entre en vigueur : l'école est mixte, le même poids est donné aux études littéraires et scientifiques. Il faut cependant attendre 1896 pour voir la première étudiante dans la section supérieure. En 1919 est ouverte la première classe de diplôme de commerce (création de l'École de commerce) et quatre ans plus tard, sortent les premiers bacheliers bénéficiant d'une maturité commerciale.
Le 19 décembre 1928, le conseil fédéral autorise l'école cantonale à décerner les maturités de type A (classique), B (littéraire) et C (scientifique) et ce n'est qu'en 1974 que la division commerciale est remplacée par une maturité économique reconnue par la Confédération (type E).

### Le Lycée cantonal (depuis 1979)
En 1979, l'École cantonale (souvent nommé "la canto") devient le Lycée cantonal et École supérieure de commerce de Porrentruy. L'année 1990 voit les premiers maturistes sortir avec une maturité de type D (langues vivantes) et c'est en 1997 que les premières maturité de type F (sections beaux-arts, musique et théâtre) sont décernées.
En l'an 2000, la nouvelle maturité comportant les options spécifiques et les options complémentaires est introduite. En même temps, la maturité bilingue français-allemand fait son apparition et remporte un important succès.

### Le Lycée cantonal aujourd'hui
L'École de commerce de Porrentruy et le Lycée cantonal font partie du même établissement permettant ainsi de mettre en place des synergies intéressantes. Par sa qualité d'enseignement cet établissement a une excellente renommée dans toute la Suisse.

## Études

### Cursus
Les études sont réparties sur 3 ans et les élèves suivent un tronc commun à tous appelé « disciplines fondamentales ». Dès la première année, ils doivent choisir une « option spécifique » (OS), une discipline qu'ils vont approfondir durant les trois années et, à partir de la seconde année, les élèves choisissent une « option complémentaire » (OC), une deuxième discipline à approfondir ; le second choix ne pouvant pas se faire dans la même discipline que le premier choix.
| Disciplines Fondamentales (DF)       | Options spécifiques (OS)                   | Options complémentaires (OC)  |
| ------------------------------------ | ------------------------------------------ | ----------------------------- |
| Français                             |                                            |                               |
| Allemand ou Italien                  | Allemand                                   |                               |
| Allemand ou Italien                  | Italien                                    |                               |
| Anglais ou Italien ou Latin          | Anglais                                    |                               |
| Anglais ou Italien ou Latin          | Latin                                      |                               |
| Anglais ou Italien ou Latin          | Grec                                       |                               |
| Anglais ou Italien ou Latin          | Espagnol                                   |                               |
| Mathématiques                        | Physique et applications des mathématiques | Application des mathématiques |
| Physique                             | Physique et applications des mathématiques | Physique                      |
|                                      |                                            | Informatique                  |
| Chimie                               | Chimie-Biologie                            | Chimie                        |
| Biologie                             | Chimie-Biologie                            | Biologie                      |
| Instruction civique-Économie-Droit   | Économie-Droit                             | Économie-Droit                |
| Géographie                           |                                            | Géographie                    |
| Histoire                             |                                            | Histoire                      |
|                                      |                                            | Science des religions         |
| Arts visuels ou Musique              | Arts visuels                               | Arts visuels                  |
| Arts visuels ou Musique              | Musique                                    | Musique                       |
|                                      | Théâtre                                    | Théâtre                       |
| Éducation Physique et Sportive (EPS) |                                            | Sport                         |

En gras: disciplines à examens.

### Examens de maturité
Les examens de maturité se tiennent au terme des trois années de cours. Ils portent sur les disciplines suivantes : français, mathématiques, allemand/italien, option spécifique, option complémentaire.

## Galerie

### Photographies de l'extérieur du Lycée cantonal de Porrentruy

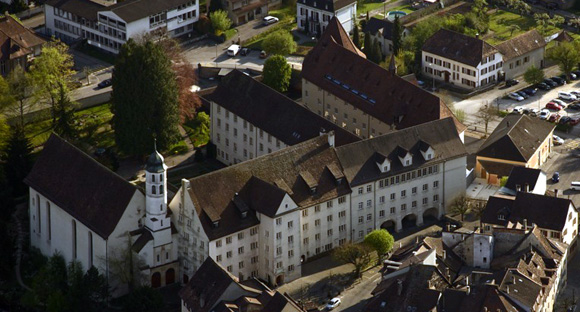
Vue aérienne du Lycée cantonal de Porrentruy.
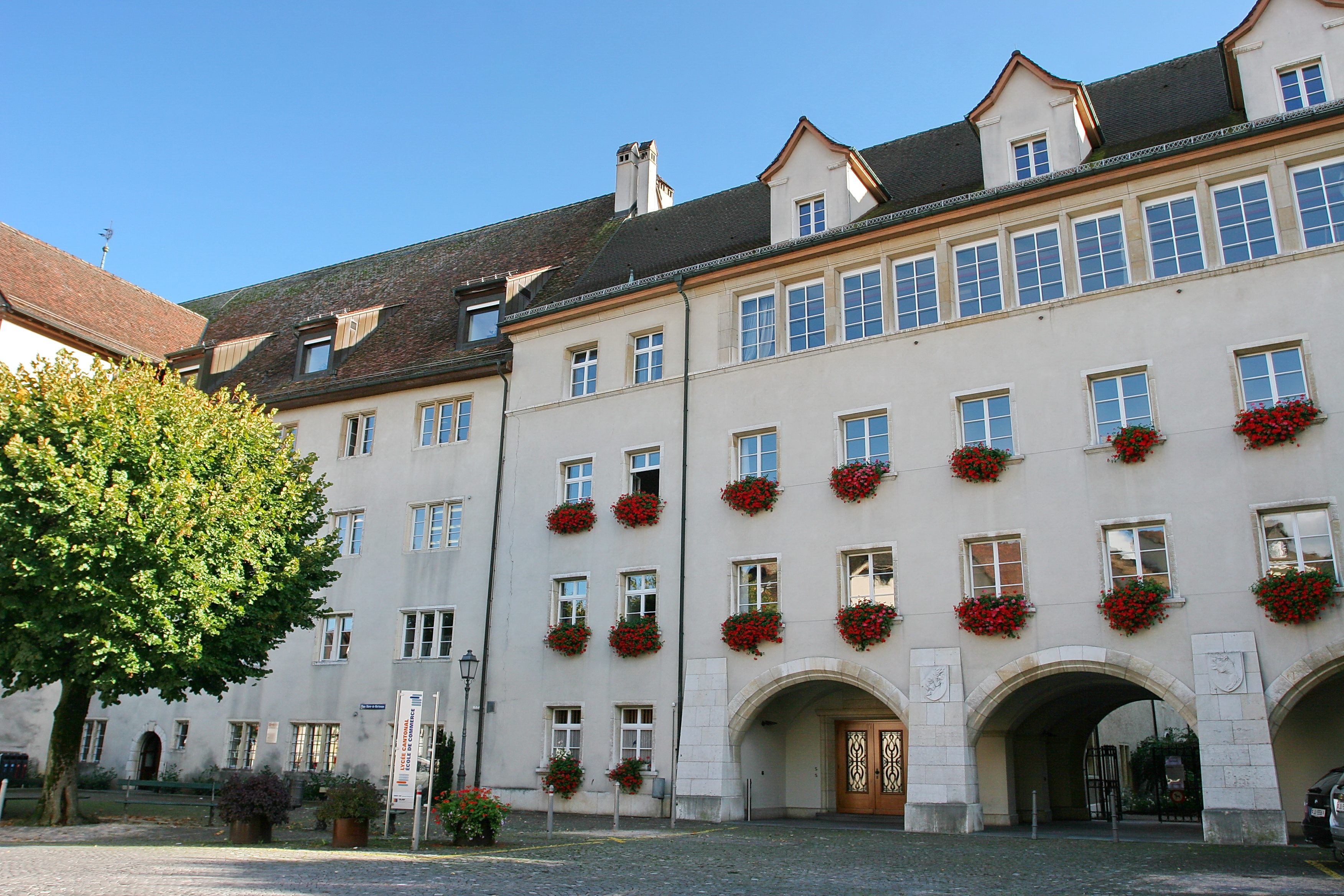
Bâtiment ouest de l'ancien Collège des Jésuites.
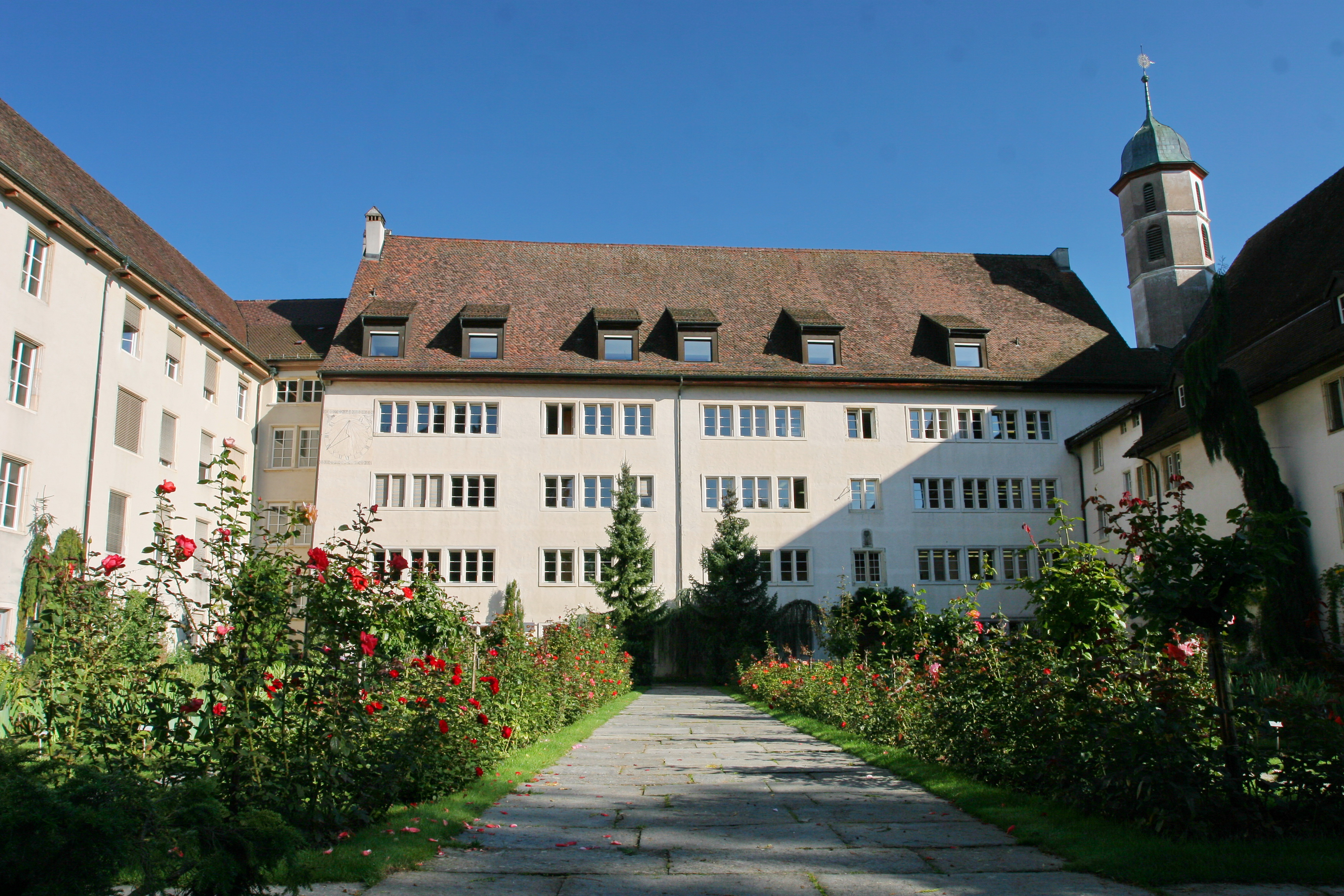
Jardin botanique de Porrentruy.
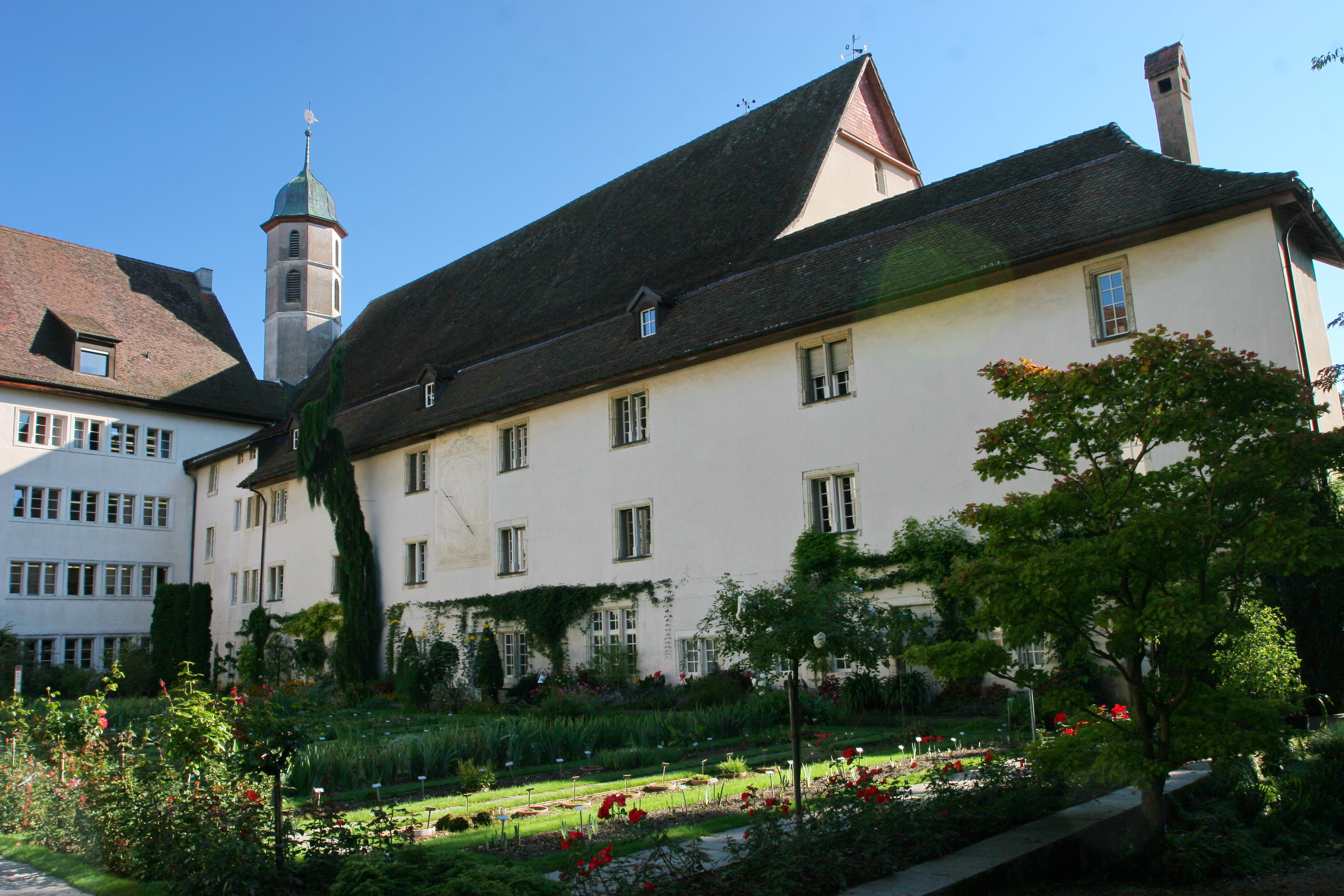
Vue sur l'Église des Jésuites de Porrentruy.
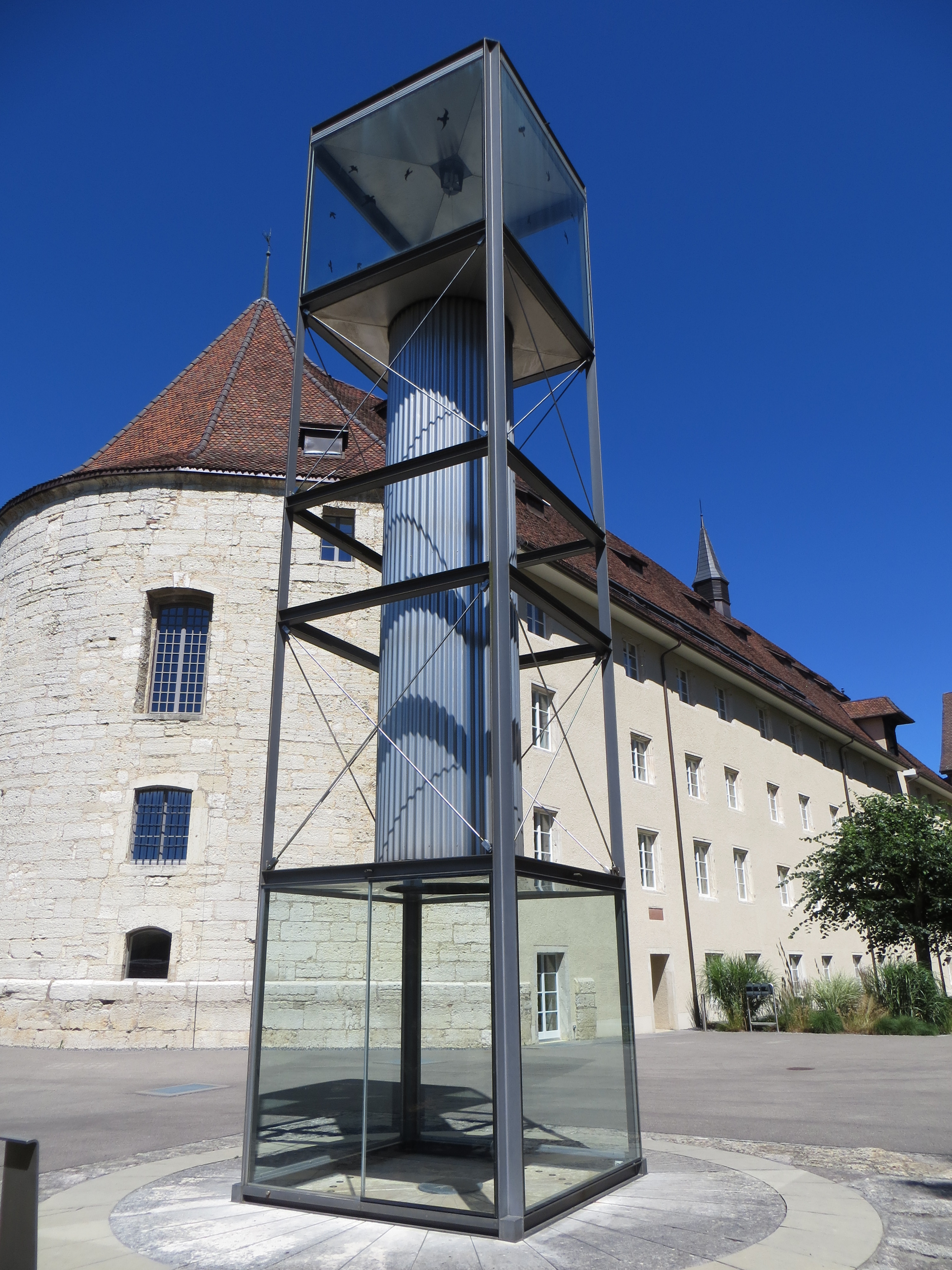
Pendule de Foucault.

### Photographies de l'intérieur du Lycée cantonal de Porrentruy

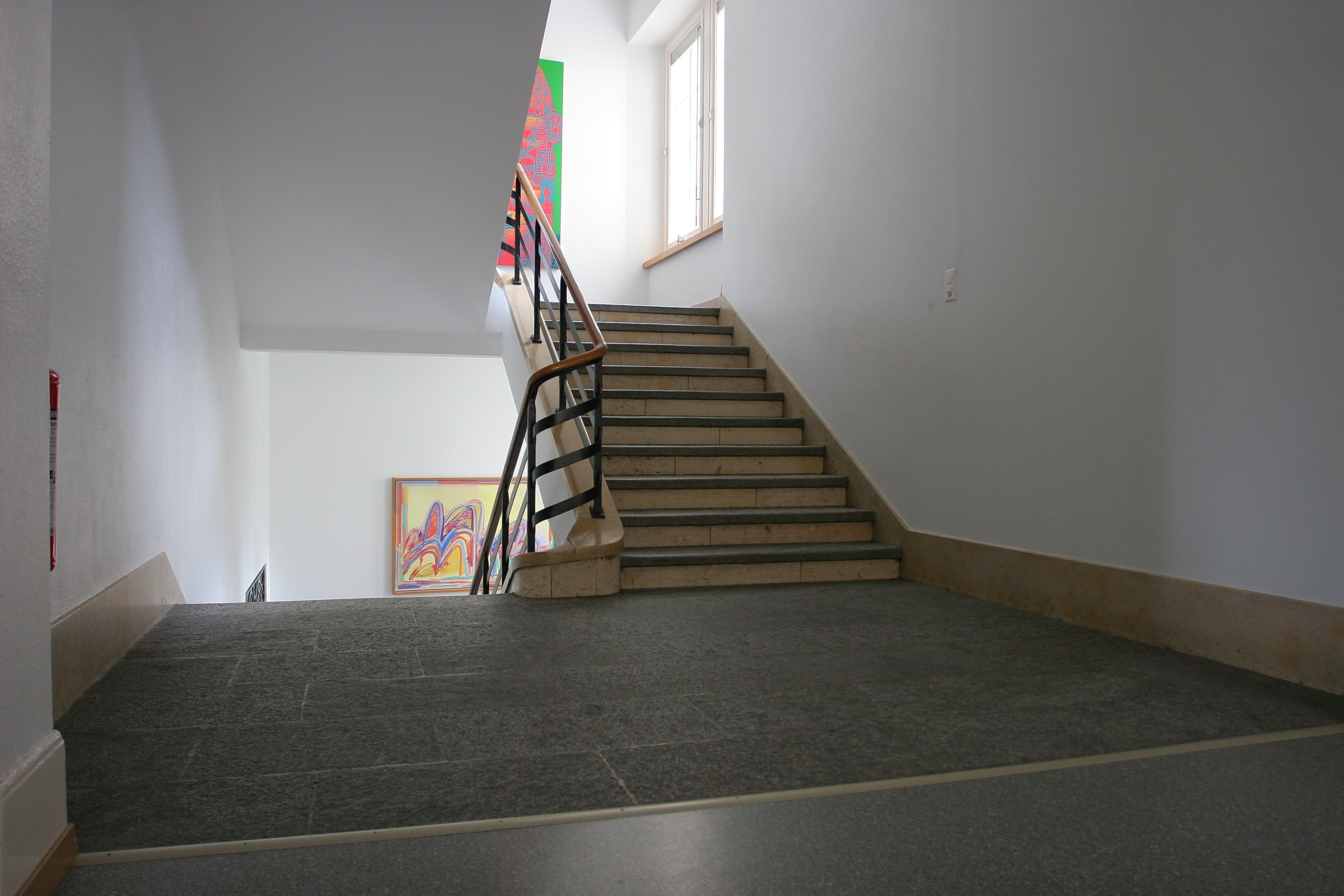
Escalier principal.
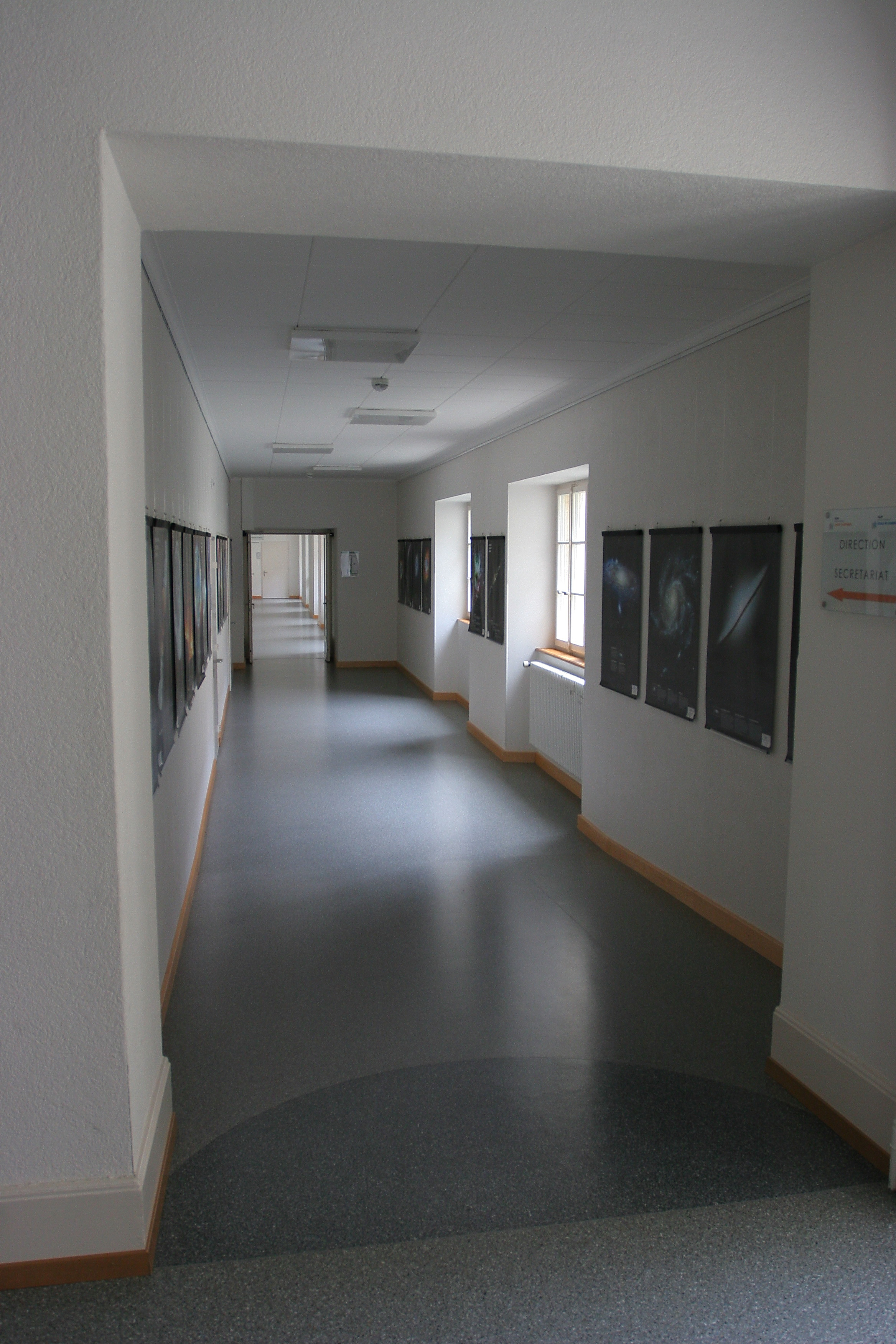
Couloir du bâtiment principal.
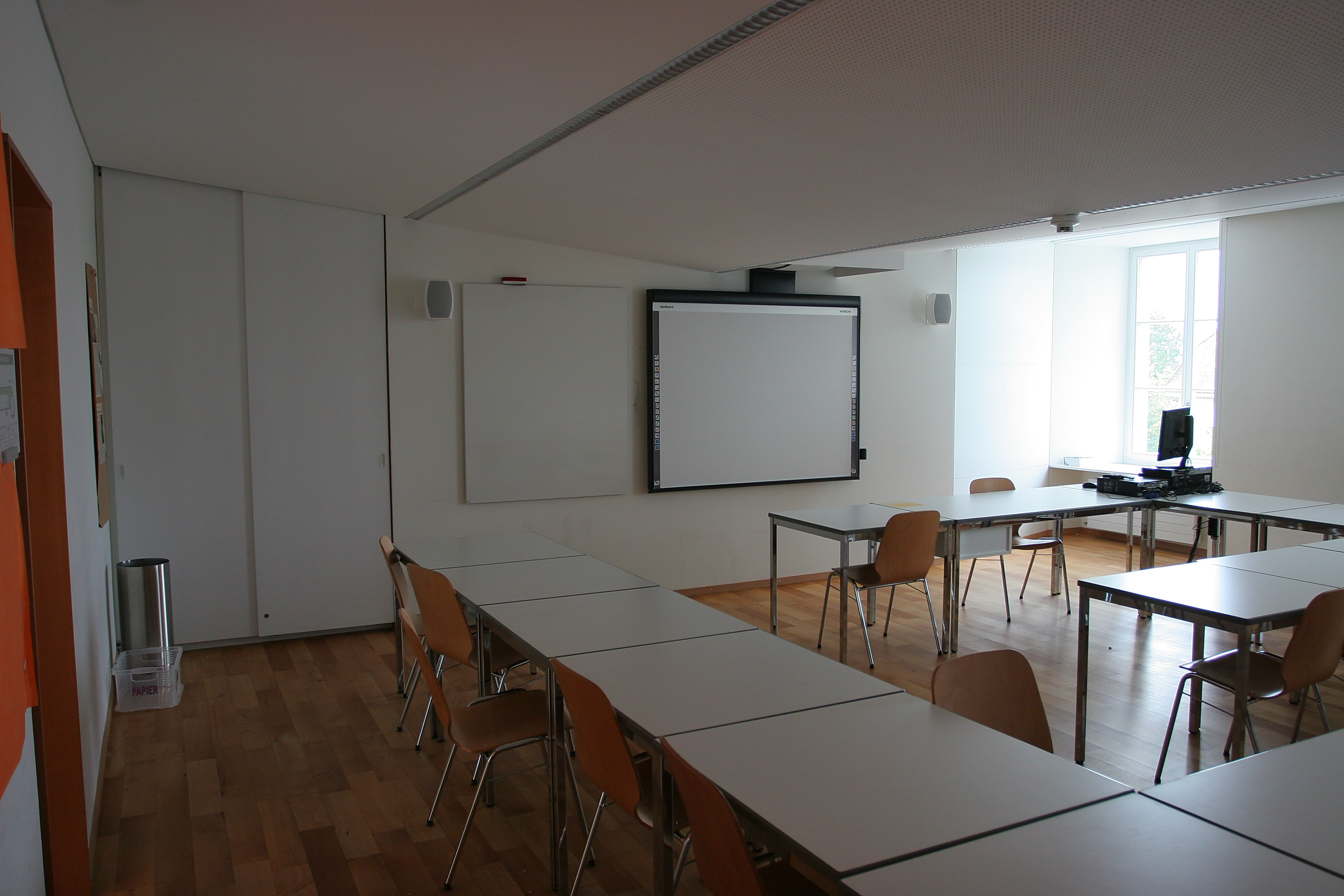
Salle de classe.
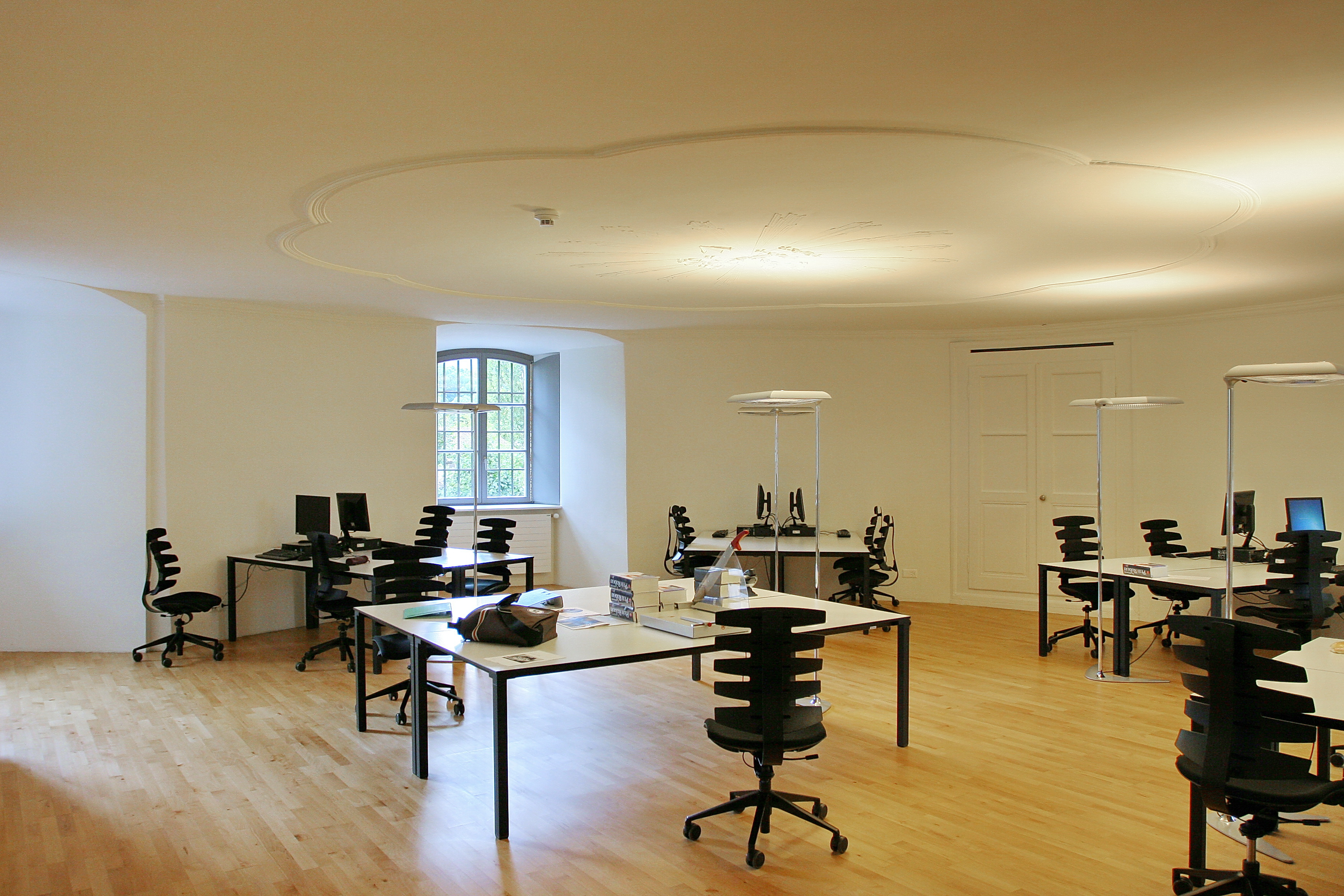
Salle de la Tour du séminaire.
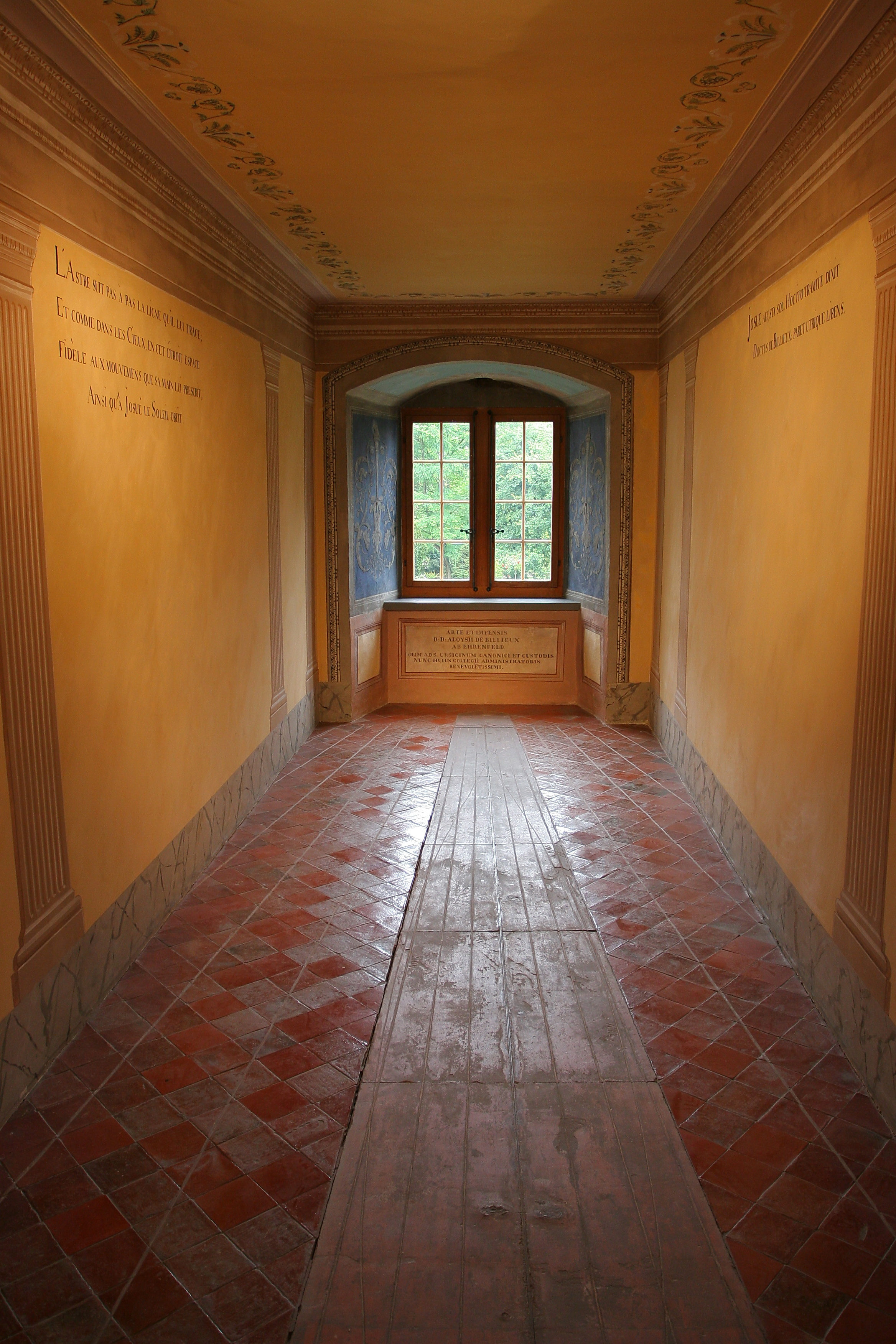
Méridienne de Porrentruy.